# Ángel María Arroyo
Ángel María Arroyo (17 de abril de 1838 - 8 de febrero de 1893) conocido entre los políticos de Guatemala como Padre Arroyo fue un sacerdote, político, diplomático y legislador guatemalteco.  Miembro del Partido Liberal y de la Asamblea Nacional Legislativa de Guatemala desde 1867 hasta 1885 y Ministro de Relaciones Exteriores y de Instrucción Pública durante el gobierno del general Manuel Lisandro Barillas Bercián (1885-1892). Asimismo, fue Monseñor y Prelado de Su Santidad, el Papa, plenipotenciario de Guatemala ante la Santa Sede encargado de la redacción del Concordato de 1884 y miembro fundador de la Academia Guatemalteca de la Lengua.

## Biografía
Fue elegido diputado para la Asamblea Legislativa en 1867, durante el gobierno del Mariscal Vicente Cerna y en ese cuerpo legislativo fue compañero de Miguel García Granados.  Tomó parte activa y decisiva en la Revolución Liberal de 1871 y luego formó parte de todas las Asambleas Legislativas de los gobiernos de García Granados y de Justo Rufino Barrios, así como en la Asamblea Constituyente de 1879.
Durante su vida viajó en múltiples ocasiones.  Fue a Roma a visitar al papa León XIII.  En 1882 acompañó al presidente Barrios en sus viaje diplomáticos a Estados Unidos y Europa.  A la muerte del general Barrios en 1885, el Padre Arroyo era el presidente de la Asamblea Nacional Legislativa y al tomar posesión el general Barillas, formó parte del gobierno de este como Ministro de Relaciones Exteriores y de Instrucción Pública. Asimismo, fue miembro fundador de la Academia Guatemalteca de la Lengua en 1888.
Mantuvo una estrecha amistad con el general Barrios y con el licenciado Lorenzo Montúfar, con quién se enemistó cuando este se opuso enérgicamente a la entrega de territorios a México en 1882.

### Concordato de 1884
Tras el derrocamiento del partido conservador en 1871, el Concordado de 1852 quedó en suspenso, y el Estado ya no protegió los intereses de la Iglesia católica; antes bien, expulsó a varias órdenes regulares, empezando por los jesuitas en 1871 y siguiendo con otras en los años posteriores.
Para 1881, las relaciones entre el presidente Justo Rufino Barrios y los representantes de la Iglesia Católica habían mejorado considerablemente, y el presidente Barrios envió a su amigo personal -y antiguo sacerdote- Ángel María Arroyo como ministro plenipotenciario ante la Santa Sede para trabajar en un nuevo concordato. El documento estuvo listo el 2 de julio de 1884, pero no fue discutido en la Asamblea de 1885 porque no alcanzó a ser incluido en la agenda legislativa; sin embargo, el presidente Barrios murió en Chalchuapa ese año y su sucesor, el general Manuel Lisandro Barillas Bercián ya no ratificó el tratado..

### Tratado Herrera-Mariscal

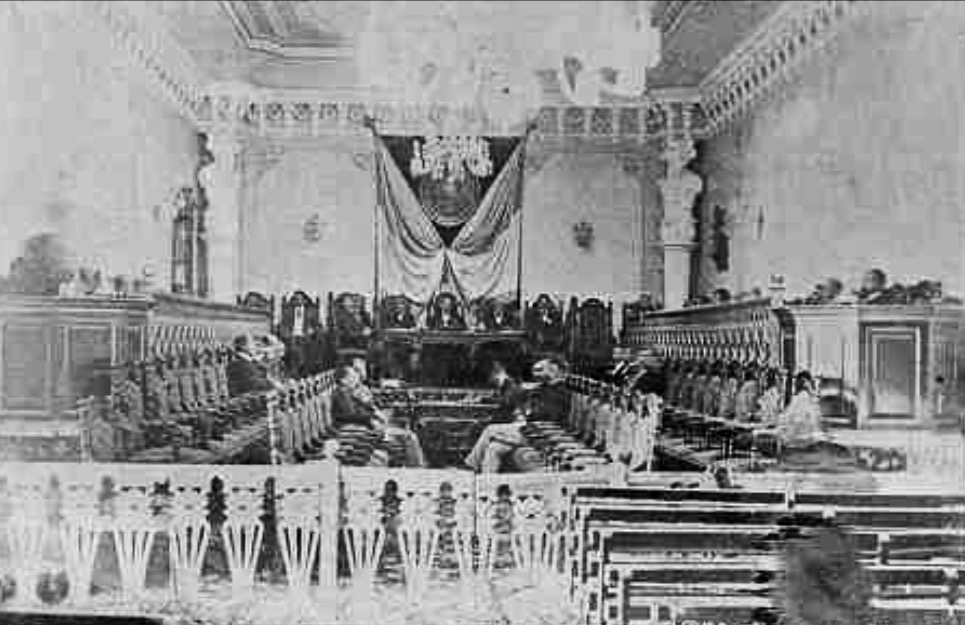
Asamblea Legislativa en sesión durante la década de 1880. Fotografía de La Locomotora.

En la década de 1840 México estaba en guerra con los Estados Unidos y terminó perdiendo dos millones y medio de kilómetros por el Tratado de Guadalupe Hidalgo en esa frontera norte; consecuentemente, amplió sus fronteras sobre un área que era de Guatemala zanjando la cuestión del Soconusco mediante una invasión militar. Guatemala protestó: el 12 de septiembre de 1842 el ministro de Relaciones Exteriores guatemalteco envió una carta extensa a su homólogo mexicano, pero no se declaró la guerra y tampoco se rompieron las relaciones diplomáticas: Guatemala se limitó a enviar esa misiva y una protesta a todos los países con los que se tenían establecidas relaciones diplomáticas el 17 de noviembre de 1842 en que se denunciaba la ocupación militar del Presidente mexicano Antonio López de Santa Anna en Chiapas y Soconusco.
| Arroyo fue el diputado que más defendió que se le otorgara el permiso a Barrios de ausentarse de Guatemala por un año en abril de 1881: «¿Qué podría decir la Asamblea al señor presidente de la República, cuando este alto funcionario se le dirige diciendo que, para su reposo, que para la tranquilidad de su familia, que para la conservación de su salud, necesita de un descanso? [...] En atención a las altísimas consideraciones se merece el señor Presidente, debe acordarse acceder a la licencia que solicita.» Y luego, Arroyo también fue el principal promotor para que la Asamblea aceptara que el Estado de Guatemala le pagara a Barrios sus gastos de viaje: «Nunca imaginé que pudiera presentar la más pequeña dificultad ante la conciencia de ninguno de los señores representantes la moción que, impulsados por un sentimiento de verdadero patriotismo, hemos hecho a la Asamblea varios diputados... Nunca creí que sonara en el seno de la Asamblea la palabra de "atravesamos crisis económica", cuando se está tratando de hacer la erogación más justa y más fundada y ha de ser la base del engrandecimiento y de la riqueza nacional, atendiendo el carácter progresista del ilustre viajero...» —Federico Hernández de León, El libro de las efemérides |

Cuando el general Barrios fue elegido presidente de la República para el primer período constitucional que se inició en 1880, luego de crear una constitución a su medida en 1879, presentó formalmente su renuncia al cargo ante la Asamblea Nacional Legislativa aduciendo que no quería qebrantar las instituciones democráticas continuando en el poder y que su salud y familia requerían su atención.  La Asamblea, completamente dominada por los liberales, no aceptó la renuncia y Barrios asumió el 15 de marzo de 1880 como el primer presidente constitucional de Guatemala; sin embargo, el 6 de abril de 1881, solicitó que le otorgaran una licencia para ausentarse del país para atender asuntos familiares y de salud y realizar un viaje a Europa y Estados Unidos durante un año.  La solicitud fue aceptada directamente por la asamblea por la iniciativa del padre Arroyo; es más, al día siguiente el diputado Francisco Anguiano hizo la moción de que el estado guatemalteco pagara los gastos del presidente en su viaje oficial, lo cual fue aprobado a iniciativa de Arroyo, aunque Barrios diplomáticamente rehusó la dádiva.
A pesar de la disparidad de fuerzas con México, Guatemala mantuvo su argumento sobre los territorios de Chiapas y Sononusco por cuarenta años más, pero la participación y presión del general Justo Rufino Barrios —apoyado incondicionalmente por Ángel María Arroyo- en el arreglo de límites entre Guatemala y México en 1882 precipitó la solución de un diferendo en que Guatemala acabó cediendo todas sus posiciones en beneficio de la política particular del general Barrios de eliminar los obstáculo se opusieran en su proyecto de unión centroamericana. Barrios debió creer que el término de la cuestión de límites con México mediante la firma de un tratado definitivo cubrían su retaguardia, pues dejaba a México satisfecho con la cesión de Chiapas y Soconusco; además, contaba con El Salvador -cuyo presidente había colocado él mismo—, con Honduras —en donde había colocado a Marco Aurelio Soto en 1876 luego lo sustituyó cuando ya no le convenía— y, supuestamente, con el apoyo de Estados Unidos, al que había ofrecido el control de un futuro canal interoceánico.
Por este tratado, Guatemala renunció no solamente a discutir sus derechos sobre Chiapas y Soconusco, sino a los derechos mismos. Se cerró definitivamente la oportunidad para posteriores reclamos, sin siquiera pedir absolutamente nada a cambio; este convenio cerró herméticamente la puerta a toda posterior reclamación, en virtud de que, al Guatemala ceder Chiapas y Soconusco, renunció expresa y categóricamente a toda compensación o indemnización. Este es un ejemplo singular, en los anales del Derecho Internacional, de un arreglo entre dos países en el que uno de ellos llegó a hacer generosa entrega de sus posiciones y clausuró definitivamente la puerta de posteriores reclamos, sin pedir a cambio absolutamente nada».|Solís, 2013
El ingeniero Claudio Urrutia, jefe de la Comisión de Límites de Guatemala entre 1896 y 1900 manifestó en su informe al Gobierno de la República de Guatemala en 1900 que: «[...] el tratado fue fatal para Guatemala. En todo con lo que la cuestión de límites se relacionó durante aquella época, existe algo oculto que nadie ha podido descubrir, y que obligó a las personas que tomaron parte en ello por Guatemala a proceder festinadamente o como si obligados por una presión poderosa, trataron los asuntos con ideas ajenas o de una manera inconsciente». Y luego continúa: «Guatemala perdió por una parte cerca de 15.000 km y ganó por otra, cosa de 5,140 km. Resultado: Una pérdida de 10,300 km. Guatemala perdió catorce pueblos, diecinueve aldeas y cincuenta y cuatro rancherías, con más de quince mil guatemaltecos, mientras que México perdió un pueblo y veintiocho rancherías con dos mil quinientos habitantes: júzguese la equidad en las compensaciones».

### Muerte de Barrios y gobierno de Barillas

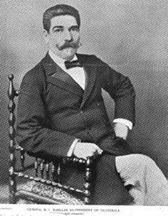
Retrato del general Manuel Lisandro Barillas Bercián, quien se quedó en la presidencia interina en sustitución de Alejandro M. Sinibaldi; nombróa Arroyo como Ministro de Estado. Retrato de cerca de 1890.

Cuando falleció el presidente de la República, el general Justo Rufino Barrios en la Batalla de Chalchuapa el 2 de abril de 1885, el primer designado a la presidencia, Alejandro M. Sinibaldi, asumió la Presidencia Interina de Guatemala, ratificado por el Consejo de Ministros. En un mensaje sumamente breve informó a los ciudadanos de la muerte del general Barrios y solicitó el apoyo de todos para su presidencia interina; poco después, emitió un segundo decreto en el que dejaba al Ministro de la Guerra, general Juan Martín Barrundia, que actuara como mejor conviniese a los intereses del país, ante ola de pasiones que se desató tras conocerse la muerte de Barrios.
Ante los desórdenes que se estaban suscitando —hubo quienes arrastraron por la calle el retrato del fallecido general Barrios y quienes urgían al general Felipe Cruz que aprovechara el grueso del ejército derrotado en Chalchuapa para tomar el poder— Barrundia  se erigió como dictador militar y decretó el estado de sitio ante lo cual los ciudadanos alarmados, recurrieron a la Asamblea Nacional Legislativa y al cuerpo consular para que mediara en el asunto. El cuerpo legislativo, dirigido por Ángel María Arroyo y Manuel Echeverría entró en acción y decidió aceptar la renuncia de Sinibaldi y de su gabinete en pleno y pedir al segundo designado a la presidencia que ocupara la primera magistratura;. la persona señalada era el general Manuel Lisandro Barillas Bercián, jefe político de Quetzaltenango a quien de inmediato salieron a buscar para que tomara las riendas del Estado lo antes posible.
Barillas llegó a la puerta del Cementerio General de Guatemala en el instante del sepelio del general Justo Rufino Barrios y exigió a Juan Martín Barrundia —hasta pocos días antes Ministro de Guerra de Barrios y principal candidato a quedarse en la presidencia— que le fuera entregado el poder, aduciendo que un número regular de tropa venía con él, indicándole a Barrundia que la tropa estaba acantonada a inmediaciones de la ciudad. La tropa de la cual hablaba no existía y así marchó al Palacio de Gobierno para asumir la primera magistratura de la Nación.
Cuando Barillas formó su gabinete para la presidencia interina se reservó para sí el puesto de Ministro de la Guerra además del de presidente, y a Arroyo lo nombró Ministro de Relaciones Exteriores y de Instrucción Pública.

## Muerte
En 1889 viajó a California por cuestiones de salud, y en 1891 fue en misión diplomática a la América del Sur.
Un problema personal hizo que perdiera la razón ya en el exilio en México, en donde se encontraba desde el final del gobierno del general Barillas en 1892 y obligado por las persecuciones de que fue víctima ya que apoyó las medidas liberales que retiraron al clero regular propiedades y edificios para eliminar su poder económico y político.  Murió en ese país el 8 de febrero de 1893.
Su muerte fue reportada en el obituario del célebre periódico norteamericano The New York Times:
| Traducción: El Honorable Ángel María Arroyo, quien murió recientemente en la Ciudad de México, tuvo vida plena y brillante. Fue Ministro ante la Santa Sede, de Guatemala, país en el transcurrió la mayor parte de su vida. En su juventud había sido sacerdote católico, pero le agradó tanto al presidente Barrios, que éste lo convenció para que dejara los hábitos y se dedicara a una carrera política. Ocupó altos puestos en el gobierno de Barrios y en el de su sucesor Barillas. —Traducido de: The New York Times archives: Obituaries 1893 |